# Джейн Эйр (фильм, 1970)
«Джейн Эйр» (англ. Jane Eyre) — фильм американского режиссёра Делберта Манна, где главные роли сыграли Джордж К. Скотт и Сюзанна Йорк. Картина базируется на романе «Джейн Эйр» английской романистки Шарлотты Бронте. Впервые телефильм был показан в Великобритании в декабре 1970 года.

## Сюжет
Джейн Эйр — сирота. Девочка живёт в детской женской школе Ловуд, где царят строгие и аскетичные порядки. По окончании интерната девушка устраивается гувернанткой юной мисс Адель в поместье Торнфилд-Холл, владельцем которого является Эдвард Рочестер — мужчина с тяжёлым характером. Несмотря на все преграды мисс Эйр и хозяин имения влюбляются, готовится свадьба. Девушка радуется свалившемуся на неё счастью. Но внезапно открывается тайна усадьбы Торнфилд, а Джейн придётся ещё раз показать свою стойкость.

## В ролях
- Джордж К. Скотт — Эдвард Фэйрфакс Рочестер
- Сюзанна Йорк — Джейн Эйр
- Сара Гибсон — юная Джейн Эйр
- Иэн Баннен — Сент-Джон Риверс
- Рэйчел Кемпсон — миссис Фэйрфакс
- Нири Даун Портер — Бланш Ингрэм
- Джек Хокинс — мистер Броклхёрст
- Джин Марш — Берта Рочестер
- Кеннет Гриффит — Ричард Мейсон
- Хью Латимер — полковник Дент
- Кара Уилсон — Диана Риверс
- Мишель Дотриц — Мэри Риверс
- Барбара Янг — мисс Скетчер
- Розалин Лэндор — Элен Бёрнс

## Прокат
Премьера фильма в Японии состоялась 13 марта 1971 года, в США — 24 марта 1971 года, в Португалии — 1 октября 1971 года.

## Награды и номинации
- 1972: Эмми — Джону Уильямсу за музыкальное сопровождение.